# Jon Moxley
 (juin 2021).
Pour les articles homonymes, voir Ambrose et Good.
Jonathan David Good (né le 7 décembre 1985 à Cincinnati (Ohio)) est un catcheur (lutteur professionnel) américain. Il travaille actuellement à la All Elite Wrestling et la New Japan Pro Wrestling, sous le nom de Jon Moxley.
Il est aussi connu pour son travail à la World Wrestling Entertainment de 2011 à 2019, sous le nom de Dean Ambrose, où il a remporté 3 fois le titre Intercontinental de la WWE, 2 fois les titres par équipe de Raw avec son ancien frère du Shield, Seth Rollins, et une fois le titre de la WWE et le titre des États-Unis de la WWE.
D'abord connu sur le circuit indépendant sous son nom de ring de Jon Moxley, il a obtenu huit titres majeurs au cours de sa carrière : deux fois le titre mondial poids-lourds de la CZW, deux fois le titre mondial poids-lourds de la IPW, une fois le titre mondial poids-lourds de la FIP, une fois le titre de la WWE, trois fois le titre mondial de la All Elite Wrestling et une fois le titre mondial poids-lourds de la NJPW
En avril 2011, il signe avec la World Wrestling Entertainment et fait ses débuts dans le roster principal le 18 novembre 2012 en tant que membre du trio The Shield. Il remporte le championnat des États-Unis de la WWE à Extreme Rules 2013, le championnat intercontinental de la WWE à deux reprises, puis le Money in the Bank Ladder match et le championnat du monde poids-lourds de la WWE lors de Money in the Bank 2016.
Il quitte la compagnie en avril 2019, son contrat ayant expiré et Dean Ambrose ne souhaitant pas le renouveler. Il annonce ensuite, via une vidéo postée sur son compte Twitter, qu'il n'utilise jamais en temps normal, qu'il retournera sur les rings en tant que Jon Moxley. Le 25 mai 2019, lors du show inaugural de l'AEW : Double or Nothing, Jon Moxley y fait un début surprise en attaquant Chris Jericho et Kenny Omega après leur match.

## Carrière

### Heartland Wrestling Associationet diverses fédérations (2004-2010)

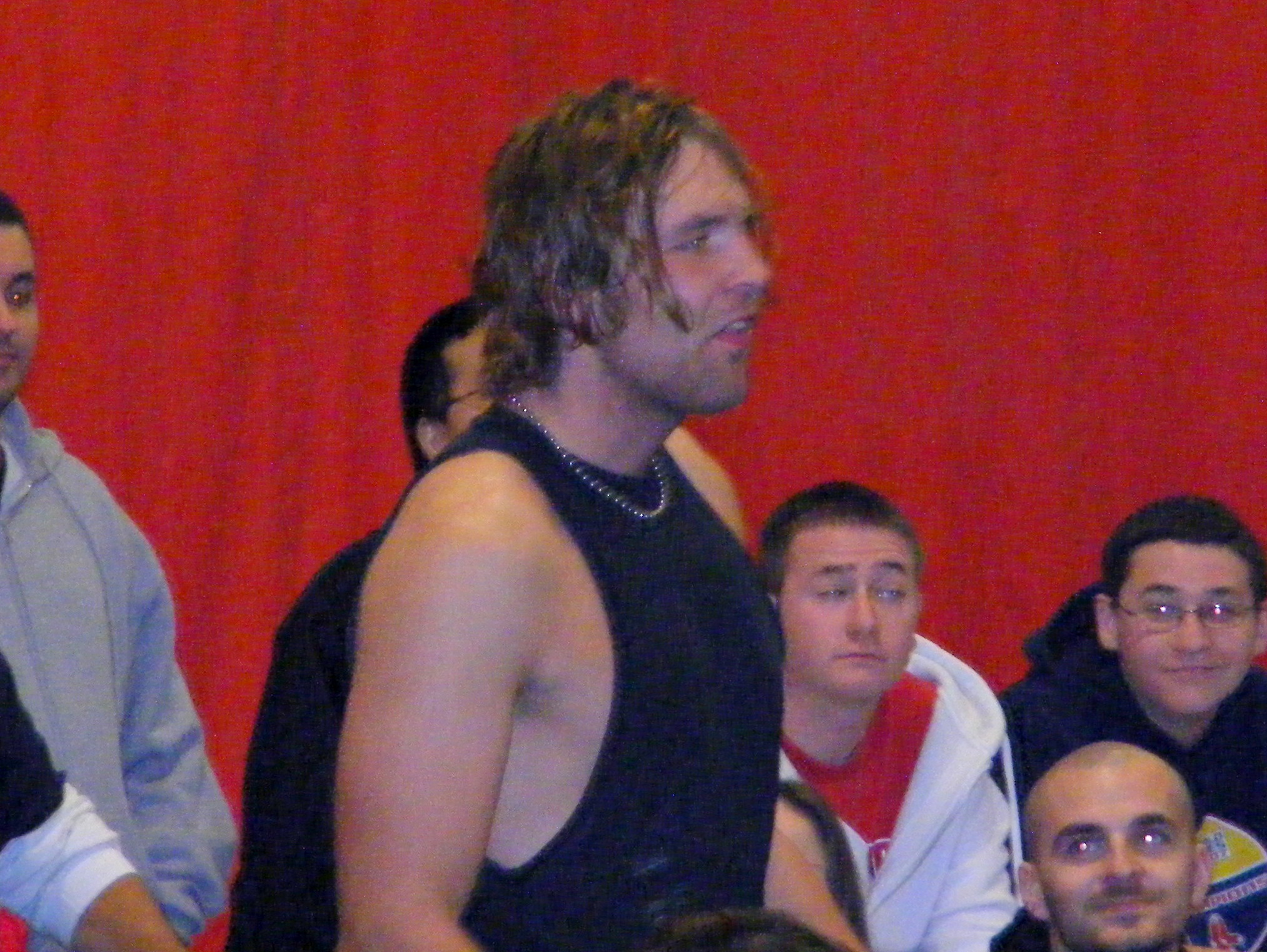
Jon Moxley en 2010.

Jonathan débute dans le catch à la Heartland Wrestling Association (HWA), une fédération de l'Ohio, sous le nom de Jon Moxley en 2004, où il est entraîné par Cody Hawk et Les Thatcher. Le 20 juin 2004, Moxley fait ses débuts en perdant contre Ala Hussein. Rapidement Moxley fait équipe avec Jimmy et le 11 mars 2005, ils battent Mike Desire et Tack pour devenir champion par équipe de la HWA. Leur règne prend fin le 13 mai à la suite de leur défaite face à Quinten Lee et Ala Hussein.
Le 15 janvier 2006, il participe aux enregistrements de WWE Velocity du 21 janvier où avec Brad Taylor il perd facee à MNM (Joey Mercury, Johnny Nitro accompagné de Melina). Le 9 mai, il devient champion poids-lourds de la HWA après sa victoire sur Pepper Parks. En septembre, il part à Porto Rico où il travaille à l'International Wrestling Association Puerto Rico (IWA Puerto Rico) et avec Hade Vansen il a détenu le titre de champion par équipe de l'IWA Puerto Rico du 3 septembre au 11 novembre,.

### Insanity Pro Wrestling (2010-2011)
Après sa défense réussie pour le IPW World Heavyweight Championship contre Aaron Williams à IPW « Desperate Measures » le 5 juin 2010, Moxley se fera attaquer par Jimmy Jacobs. Il s'ensuivra une guerre des mots jusqu'au 21 août 2010 à IPW 9th Anniversary : Reign of the Insane ou Moxley battra Jacobs et conservera son titre. Le 1er janvier 2011 à Showdown il perd son titre face à Jacobs par décision de l'arbitre (Jacobs l'a étranglé avec un collier de chien).

### Combat Zone Wrestling (2009-2011)

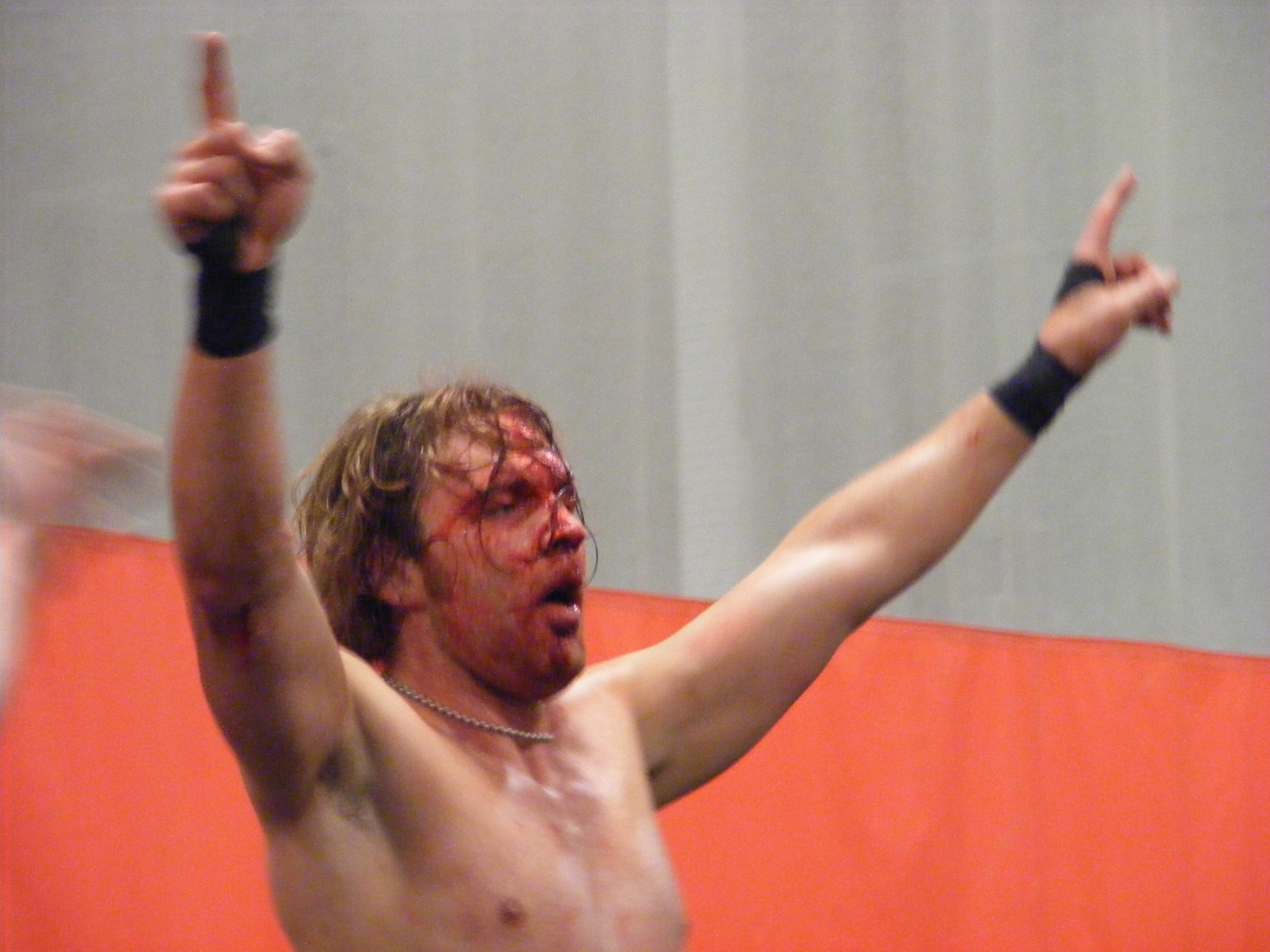
Jon Moxley à la Combat Zone Wrestling en 2010.

Le 6 juin 2009, Moxley était un participant du Tournament of Death VIII .
Au premier tour, Moxley défait Brain Damage dans un « Dining Death » match, mais perd contre Nick Gage et Scotty Vortekz dans un « Triple Threat Fans Bring the Weapons » match en demi-finale[réf. nécessaire].
Le 25 octobre 2009, il participe au CZW Tournament of Death: Rewind, où il sera opposé à Thumbtack Jack dans un « Four Corners of Fun Dog Collar » match, où il perd[réf. nécessaire].
Le 13 février 2010 à CZW 11th Anniversary Show, Moxley bat B-Boy pour le CZW World Heavyweight Championship. Le 8 aout il perdra son championnat au profit de Nick Gage dans un « Ultraviolent Three-Way Dance » match avec Drake Younger. Il le regagnera le 14 aout dans un nouveau « Ultraviolent Three-Way Dance » match avec Egotistico Fantastico . Il perdra ensuite le titre une bonne fois pour toutes à CZW 12th Anniversary Show en février 2011 contre Robert Anthony.

### World Wrestling Entertainment (2011-2019)

#### Florida Championship Wrestling (2011-2012)
Le 4 avril 2011, il a été confirmé que Good avait signé un contrat de développement avec la World Wrestling Entertainment et que la Dragon Gate USA avait accordé sa libération de la fédération. Le 27 mai, il rejoint le territoire de développement de la WWE, la Florida Championship Wrestling sous le nom Dean Ambrose.
Il fait ses débuts le 10 juillet 2011, où il gagne contre Hunico. Le 24 juillet, il gagne contre Tito Colon. Lors du dernier enregistrement TV de la FCW en juin 2012, il a un match revanche contre William Regal, qu'il avait affronté en 2011 et contre lequel il avait perdu. Ce match se termine en no contest.

#### The Shield (2012-2014)

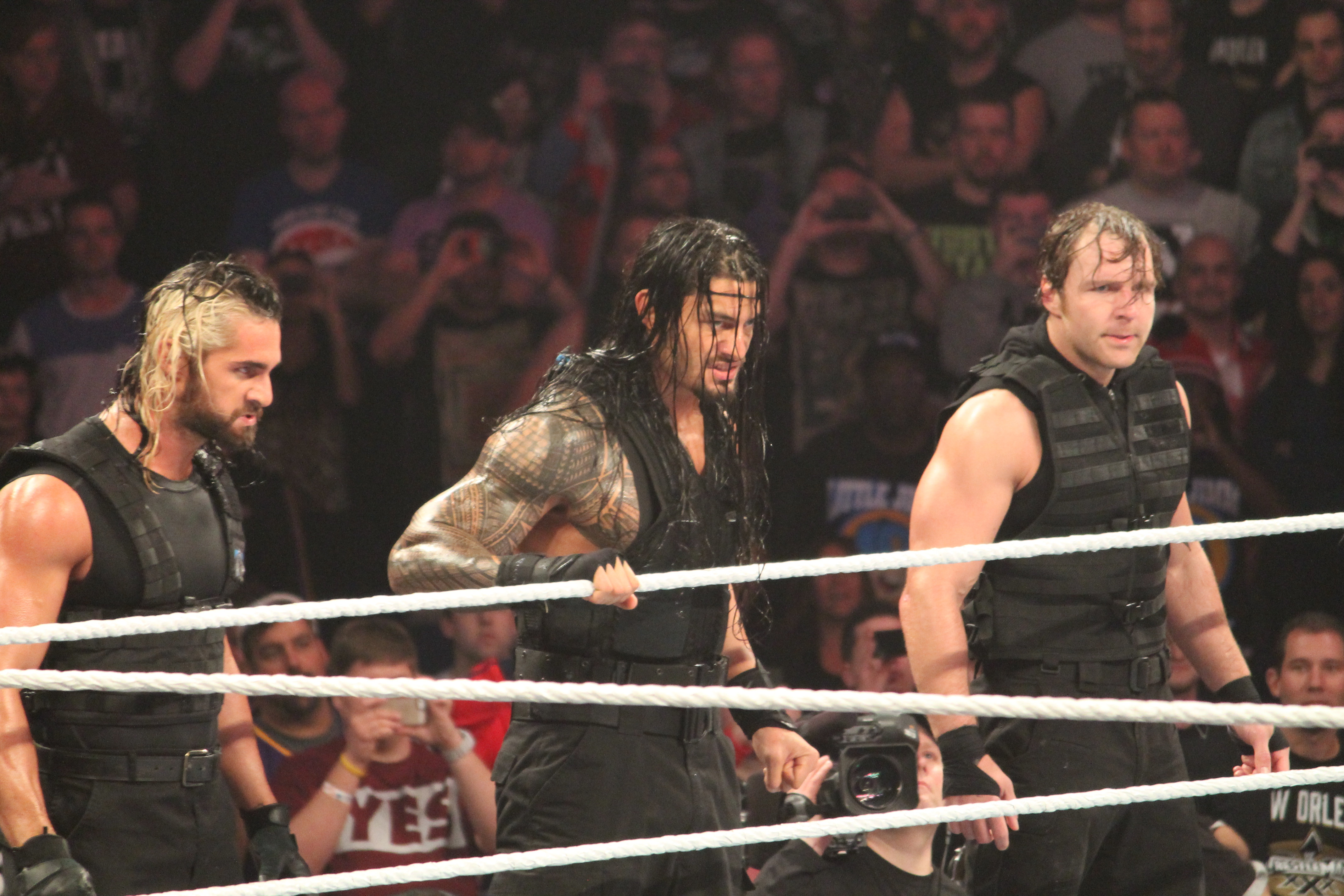
The Shield en 2014.

Le 18 novembre aux Survivor Series, le nouveau clan composé de Roman Reigns, Seth Rollins et lui-même, le Shield, fait ses débuts en tant que Heel, intervient pendant le Triple Threat match entre CM Punk, John Cena et Ryback pour le titre mondial poids-lourds de la WWE. Le trio empêche le dernier catcheur de faire le tombé sur le second, ce qui permet au premier de conserver son titre. Le 16 décembre à TLC, ils battent Team Hell No (Daniel Bryan et Kane) et Ryback dans un TLC match.
Le 17 février 2013 à Elimination Chamber, ils battent John Cena, Sheamus et Ryback dans un 6-Man Tag Team match.

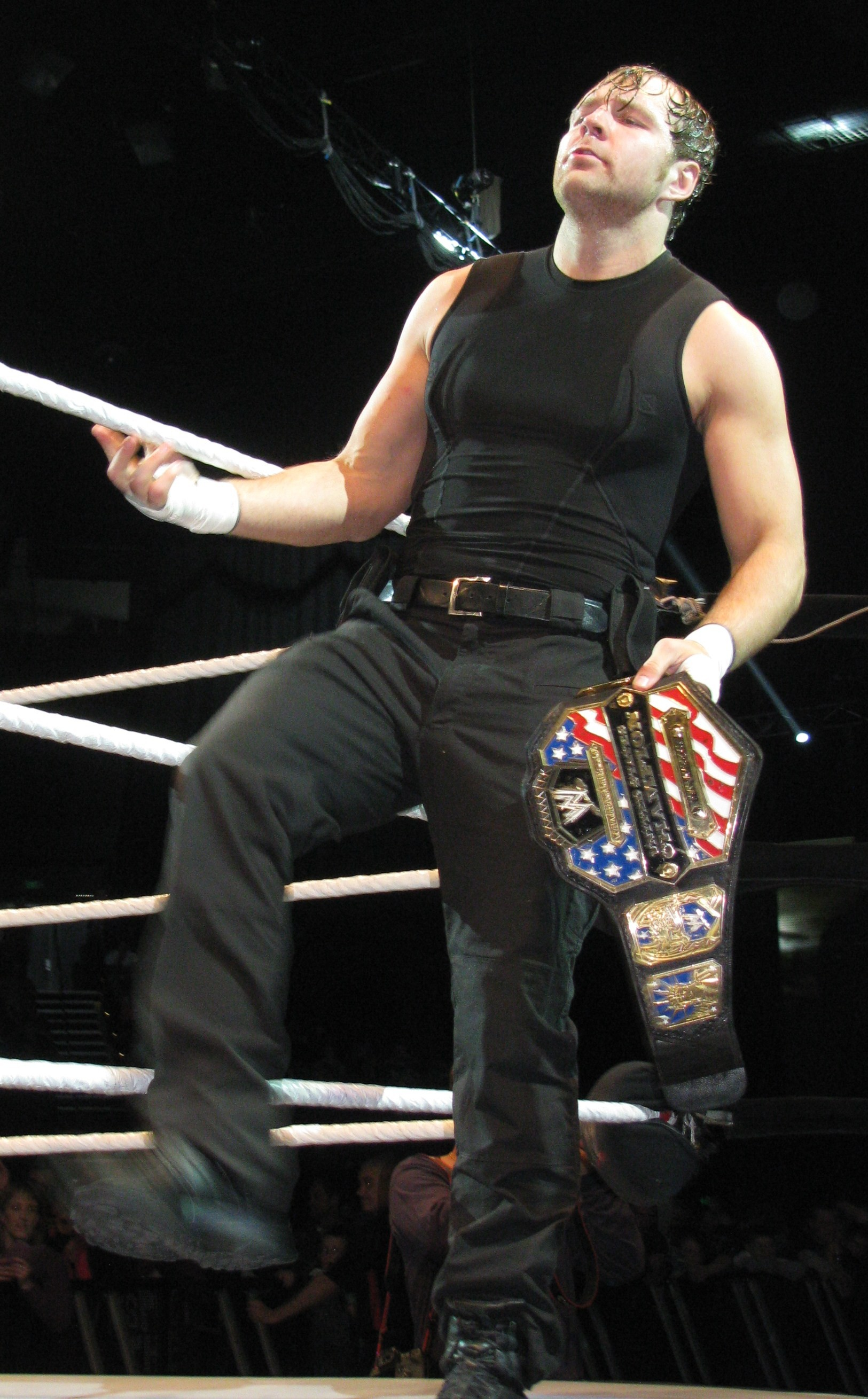
Dean Ambrose en tant que champion des États-Unis de la WWE.

Le 7 avril à WrestleMania 29, ils battent Big Show, Sheamus et Randy Orton dans la même stipulation. Le 19 mai à Extreme Rules, il devient le nouveau champion des États-Unis en battant Kofi Kingston et remporte le titre pour la première fois de sa carrière. Le 16 juin à Payback, il conserve son titre en battant Kane par décompte extérieur.
Le 14 juillet à Money in the Bank, il ne remporte pas la mallette pour le titre mondial poids-lourds de la WWE, gagnée par Damien Sandow. Le 18 août lors du pré-show à SummerSlam, il perd face à Rob Van Dam par disqualification, mais conserve son titre. Le lendemain à Raw, ses frères et lui deviennent officiellement gardes du corps de l'Authority. Le 15 septembre à Night of Champions, il conserve son titre en battant Dolph Ziggler.
Le 27 octobre à Hell in a Cell, il perd face à Big E Langston par décompte extérieur, mais conserve son titre. Le 24 novembre aux Survivor Series, les Real Americans (Cesaro et Jack Swagger), ses frères et lui battent Cody Rhodes et Goldust, les Usos et Rey Mysterio dans un Men's 5-on-5 Traditional Survivor Series Elimination Tag Team match. Le 15 décembre à TLC, ils perdent face à CM Punk dans un 3-on-1 Handicap match.
Le 26 janvier 2014 au Royal Rumble, il entre dans son tout premier Men's Royal Rumble match en 11e position, mais se fait éliminer par Roman Reigns. Le 23 février à Elimination Chamber, ses frères et lui perdent face à la Wyatt Family dans un 6-Man Tag Team match. Le 17 mars à Raw, ils effectuent un Face Turn, car ils attaquent Kane, se retournent contre l'Authority et se rangent du côté de Daniel Bryan.
Le 6 avril à WrestleMania XXX, ils battent Kane et New Age Outlaws (Road Dogg et Billy Gunn) dans la même stipulation. Le 4 mai à Extreme Rules, ils battent Evolution dans le même type de match. Le lendemain à Raw, il ne conserve pas sa ceinture, battu par Sheamus dans une Battle Royal, ce qui met fin à un règne de 351 jours. Plus tard dans la soirée, ses frères et lui reperdent face à la Wyatt Family dans un 6-Man Tag Team match. Le 1er juin à Payback, ils rebattent Evolution dans un No Holds Barred Elimination match. Le lendemain à Raw, Seth Rollins effectue un Heel Turn en attaquant le Samoan et lui dans le dos avec une chaise, trahit ses frères et rejoint officiellement l'Authority.

#### Rivalités avec Seth Rollins et Bray Wyatt (2014-2015)
Le 29 juin à Money in the Bank, il ne remporte pas la mallette, gagnée par Seth Rollins.
Le 20 juillet à Battleground, il perd par forfait, car il se fait agresser dans les vestiaires par The Architect avant le début du combat. Le 17 août à SummerSlam, il perd face à son même adversaire dans un Lumberjack match.
Le 26 octobre à Hell in a Cell, il perd face à son ancien frère dans un Hell in a Cell match, à la suite d'une intervention extérieure de Bray Wyatt. Le 23 novembre aux Survivor Series, il perd face à Bray Wyatt par disqualification. Le 14 décembre à TLC, il reperd face à son même opposant dans un TLC match.
Le 25 janvier 2015 au Royal Rumble, il entre dans le Men's Royal Rumble match en 25e position, élimine Titus O'Neil (avec l'aide de Roman Reigns) avant d'être lui-même éliminé par Big Show et Kane. Le 22 février à Fastlane, il ne remporte pas le titre Intercontinental, battu par Bad News Barrett par disqualification. Le 29 mars à WrestleMania 31, il ne remporte pas la ceinture, battu par Daniel Bryan dans un Ladder match qui inclut également Bad News Barrett, Dolph Ziggler, Luke Harper, R-Truth et Stardust.
Le 26 avril à Extreme Rules, il bat Luke Harper dans un Chicago Street Fight match. Le 17 mai à Payback, il ne remporte pas le titre mondial poids-lourds, battu par Seth Rollins dans un Fatal 4-Way match qui inclut également Randy Orton et Roman Reigns. Le 31 mai à Elimination Chamber, il bat son ancien frère par disqualification, mais ne remporte pas la ceinture. Après le combat, il lui vole le titre. Le 14 juin à Money in the Bank, il ne remporte pas la ceinture, rebattu par The Architect dans un Ladder match.
Le 23 août à SummerSlam, Roman Reigns et lui battent Bray Wyatt et Luke Harper. Le 20 septembre à Night of Champions, Chris Jericho, le catcheur samoan et lui perdent face à la Wyatt Family dans un 6-Man Tag Team match.
Le 22 novembre aux Survivor Series, il bat Kevin Owens et accède à la finale du tournoi. À la fin de la soirée, il ne remporte pas le titre mondial poids-lourds, battu par son partenaire en finale du tournoi.

#### Champion Intercontinental, rivalités avec Brock Lesnar et Chris Jericho (2015-2016)
Le 13 décembre à TLC, il devient le nouveau champion Intercontinental en rebattant le catcheur canadien et remporte le titre pour la première fois de sa carrière.
Le 24 janvier 2016 au Royal Rumble, il conserve son titre en rebattant son même adversaire dans un Last Man Standing match. Plus tard dans la soirée, il entre dans le Men's Royal Rumble match en 19e position, élimine Chris Jericho avant d'être lui-même éliminé en dernier par le futur gagnant, Triple H et ne remporte pas le titre mondial poids-lourds. Le 15 février à Raw, il ne conserve pas sa ceinture, battu par Kevin Owens dans un Fatal 5-Way match qui inclut également Dolph Ziggler, Stardust et Tyler Breeze. Le 21 février à Fastlane, il ne devient pas aspirant no 1 au titre mondial poids-lourds à WrestleMania 32, battu par Roman Reigns un Triple Threat match qui inclut également Brock Lesnar. Le 12 mars à Roadblock, il ne remporte pas le titre mondial poids-lourds, rebattu par The Game.
Le 3 avril à WrestleMania 32, il perd face à Brock Lesnar dans un No Holds Barred Street Fight match. Le 1er mai à Payback, il bat Chris Jericho. Le 22 mai à Extreme Rules, il rebat son même adversaire dans le tout premier Asylum match.

#### Mister Money in the Bank et champion de la WWE (2016)

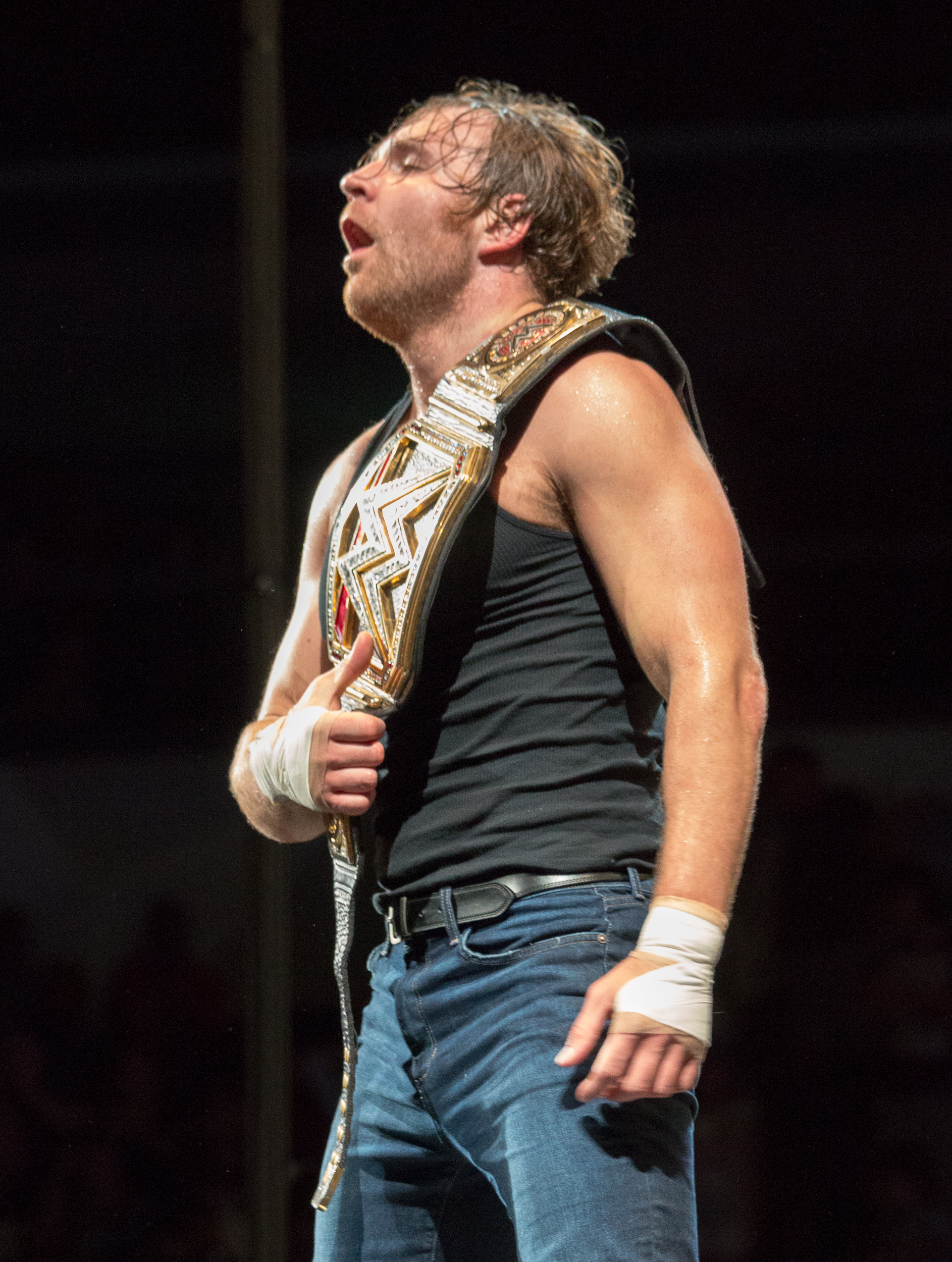
Dean Ambrose en tant que champion de la WWE.

Le 19 juin à Money in the Bank, il remporte la mallette. Plus tard dans la soirée, après la victoire de Seth Rollins sur Roman Reigns pour le titre de la WWE, il attaque le premier, utilise sa mallette sur lui et devient le nouveau champion du monde en le battant, remporte le titre pour la première fois de sa carrière et devient, par la même occasion, le premier catcheur de l'histoire à avoir été champion du monde poids-lourds de la CZW et champion de la WWE.
Le 19 juillet à SmackDown Live, Shane McMahon et Daniel Bryan annoncent qu'il est officiellement transféré au show bleu. Le 23 juillet à Battleground, il conserve son titre en battant ses deux anciens frères du Shield, Roman Reigns et Seth Rollins, dans un Triple Threat match. Le 20 août à SummerSlam, il conserve son titre en battant Dolph Ziggler. Le 11 septembre à Backlash, il ne conserve pas sa ceinture, battu par AJ Styles.
Le 9 octobre à No Mercy, il ne remporte pas la ceinture, rebattu par son même adversaire dans un Triple Threat match qui inclut également John Cena. Le 20 novembre aux Survivor Series, l'équipe SmackDown, dont il fait partie, bat celle de Raw dans un Men's 5-on-5 Traditional Survivor Series Elimination Tag Team match. Le 4 décembre à TLC, il ne remporte pas le titre mondial, rebattu par The Phenomenal dans un TLC match.

#### Double champion Intercontinental, retour du Shield, champion par équipes deRawavec Seth Rollins et blessure (2017)
Le 3 janvier 2017 à SmackDown Live, il redevient champion Intercontinental, pour la seconde fois, en prenant sa revanche sur le Miz. Le 29 janvier au Royal Rumble, il entre dans le Men's Royal Rumble match en 12e position, mais se fait éliminer par Brock Lesnar après 26 minutes de match. Le 12 février à Elimination Chamber, il ne remporte pas le titre de la WWE, battu par Bray Wyatt dans son tout premier Men's Elimination Chamber match (éliminé par The Miz après avoir subi un End of Days de Baron Corbin).
Le 2 avril lors du pré-show à WrestleMania 33, il conserve son titre en battant Baron Corbin. 8 soirs plus tard à Raw, lors du Superstar Shake-Up, il est annoncé être officiellement transféré au show rouge avec le titre Intercontinental. Plus tard dans la soirée, il bat Kevin Owens. Le 4 juin à Extreme Rules, il ne conserve pas sa ceinture, rebattu par The Aleister.

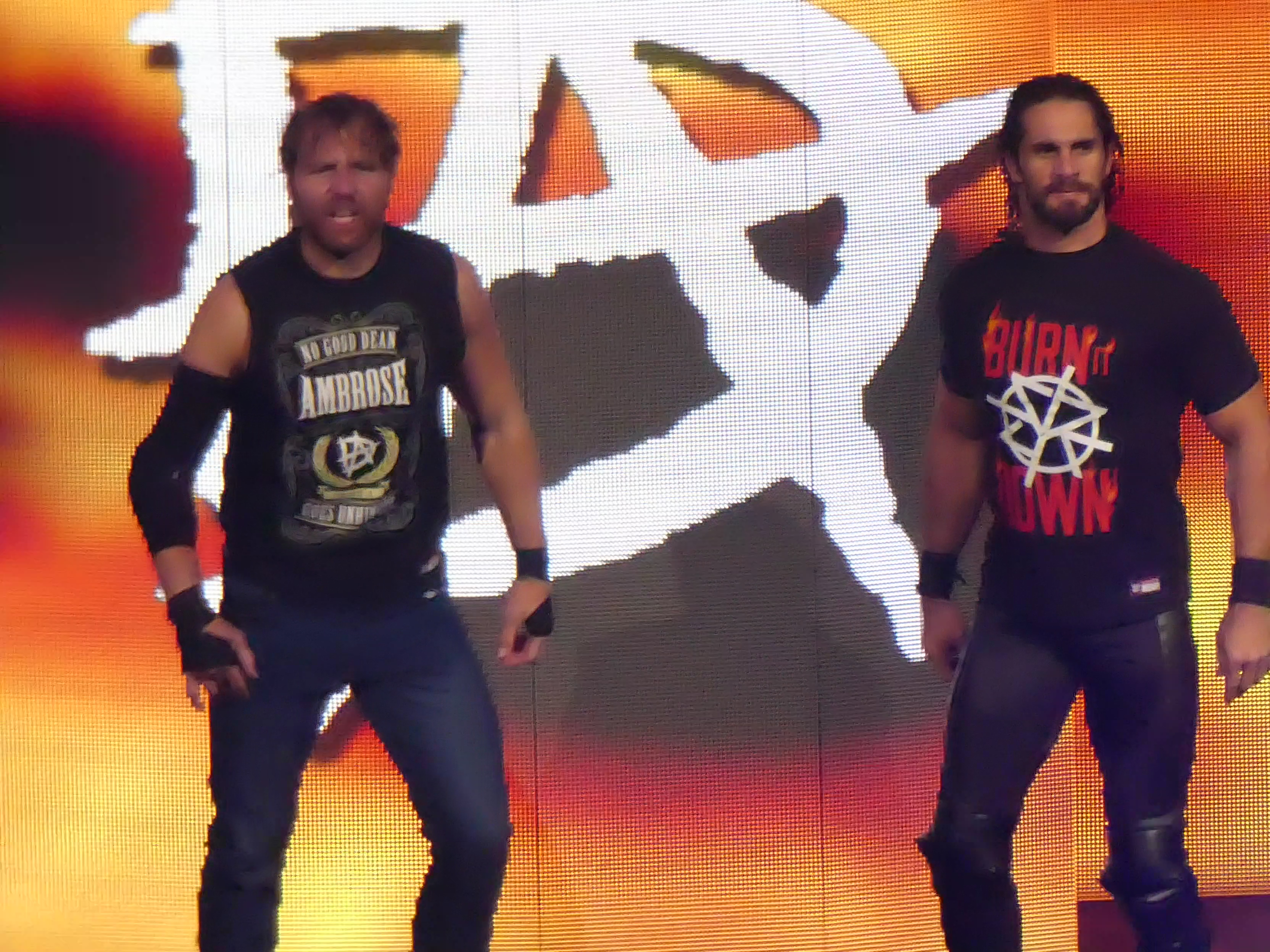
En août 2017, Dean Ambrose se réunit avec Seth Rollins pour reformer une partie du Shield.

Le 9 juillet à Great Balls of Fire, il ne remporte pas la ceinture, rebattu par son même adversaire. Le 14 août à Raw, il confronte Seth Rollins afin d'avoir une réponse sur la reformation de l'équipe, mais les deux catcheurs se bagarrent. The Bar les attaque, mais ils les repoussent ensemble et se réconcilient en faisant le geste du Shield. 6 soirs plus tard à SummerSlam, ils deviennent les nouveaux champions par équipes de Raw en battant The Bar. Il remporte les titres pour la première fois de sa carrière, tandis que son partenaire les remporte pour la seconde fois. Le 24 septembre à No Mercy, ils conservent leurs titres en battant leurs mêmes adversaires.
Le 22 octobre à TLC, Kurt Angle et eux battent Braun Strowman, Kane, The Bar et le Miz dans un 3-on-5 Handicap Tag Team TLC match. Le 6 novembre à Raw, ils ne conservent pas leurs ceintures, battus par le duo européen à cause d'une distraction du New Day. Le 19 novembre aux Survivor Series, le Shield bat le New Day dans un 6-Man Tag Team match. Le 18 décembre à Raw, Jason Jordan, Seth Rollins et lui perdent face à Samoa Joe et The Bar dans la même stipulation. Mais pendant le combat, il se blesse au coude. Une semaine plus tard, il subit une intervention chirurgicale pour sa déchirure du tendon au biceps et va devoir s'absenter pendant 9 mois.

#### Retour, double champion par équipes deRawavec Seth Rollins, triple champion Intercontinental, dernière du Shield et départ (2018-2019)
Le 13 août 2018 à Raw, il fait son retour de blessure aux côtés de Seth Rollins pour la signature de contrat avec Dolph Ziggler, que son partenaire va affronter à SummerSlam pour le titre Intercontinental et porte ensuite un Dirty Deeds sur Drew McIntyre. 6 soirs plus tard à SummerSlam, il accompagne son équipier et assiste à sa victoire sur The ShowOff pour la ceinture. Le 16 septembre à Hell in a Cell, les deux catcheurs ne remportent pas les titres par équipes de Raw, battus par leurs mêmes adversaires.
Le 6 octobre à Super Show-Down, le Shield bat Braun Strowman, Dolph Ziggler et Drew McIntyre dans un 6-Man Tag Team match. Le 22 octobre à Raw, après l'annonce du retour de la leucémie de Roman Reigns, accompagné de Seth Rollins, les trois catcheurs se prennent dans les bras et font le geste du Shield. Plus tard dans la soirée, son partenaire et lui redeviennent champions par équipes de Raw en battant Dolph Ziggler et Drew McIntyre. Il remporte les titres pour la seconde fois et son partenaire pour la cinquième fois. Mais après le combat, il effectue un Heel Turn et porte deux Dirty Deeds à son ex-équipier : sur le ring et à l'extérieur du ring. Le 16 décembre à TLC, il redevient champion Intercontinental, pour la troisième fois, en battant son ancien frère.
Le 14 janvier 2019 à Raw, il ne conserve pas sa ceinture, battu par Bobby Lashley dans un Triple Threat match qui inclut également Seth Rollins. Un mois plus tard à Raw, il effectue un Face Turn et encourage Seth Rollins pour son match face à Brock Lesnar pour le titre Universel à WrestleMania 35. Plus tard dans la soirée, il bat EC3. Le 4 mars à Raw, alors qu'il allait rejoindre ses frères, Elias l'attaque avec sa guitare. Plus tard dans la soirée, il perd face à ce dernier. Après le match, Roman Reigns et Seth Rolllins le rejoignent pour lui proposer de reformer le clan une dernière fois, mais il semble indécis, quitte le ring et se réfugie vers les tribunes. En voyant Baron Corbin, Bobby Lashley et Drew McIntyre agresser ses frères, il leur vient finalement en aide et reforme le Shield avec eux. Le 10 mars à Fastlane, le Shield bat le trio enenmi dans un 6-Man Tag Team match.
Le 8 avril à Raw, il fait une dernière apparition après le show et remercie tous les fans de l'univers de la WWE pour leur soutien et leurs encouragements. 13 soirs plus tard à The Shield's Final Chapter, le clan fait sa véritable dernière apparition et rebat le même trio dans la même stipulation.

### All Elite Wrestling (2019-...)

#### Débuts, champion du monde, diverses rivalités et absence (2019-2021)
Le 1er mai 2019, il annonce son retour sur Twitter dans une vidéo promotionnelle, où il reprend le gimmick de son plus vieux personnage : Jon Moxley. Le 25 mai lors du show inaugural de la All Elite Wrestling : Double Or Nothing, il fait ses débuts en tant que Heel et attaque Chris Jericho et Kenny Omega. Le 29 juin à Fyter Fest, il dispute son premier match et bat Joey Janela. Après la rencontre, il se fait, à son tour, attaquer par le catcheur canado-japonais qu'il affrontera le 31 août à All Out.
Le 24 août, il souffre d'une infection à la staphylocoque, est contraint de déclarer forfait pour All Out et est remplacé par PAC.
Le 2 octobre lors du premier show télévisé Dynamite,  il fait son retour de maladie et attaque son rival. Le 9 novembre à Full Gear, il bat Kenny Omega dans un Non-Sanctioned match.
Le 8 janvier 2020 à Dynamite, il effectue un Face Turn, car brise une bouteille de champagne sur la tête de Chris Jericho en réponse à sa proposition de rejoindre l'Inner Circle, mais accepte les clés de la voiture,. Le 29 février à Revolution, il devient le nouveau champion du monde en battant le catcheur canadien et remporte le titre pour la première fois de sa carrière.
Le 23 mai à Double or Nothing, il conserve son titre en battant Brodie Lee.
Le 5 septembre à All Out, il conserve son titre en battant MJF et fait subir à son adversaire sa première défaite.
Le 7 novembre à Full Gear, il conserve son titre en battant Eddie Kingston dans un «I Quit» match. Le 2 décembre à Dynamite : Winter is Coming, il ne conserve pas sa ceinture, battu par Kenny Omega. Pendant le combat, son adversaire effectue un Heel Turn, car le frappe avec un micro.
Le 7 mars 2021 à Revolution, il ne remporte pas la ceinture, rebattu par son même opposant dans un Exploding Barber Wire Death match. Après le combat, Eddie Kingston effectue un Face Turn et le protège d'une explosion.
Le 30 mai à Double or Nothing, son nouvel équipier et lui ne remportent pas les titres mondiaux par équipes, battus par les Young Bucks.
Le 5 septembre à All Out, il bat Satoshi Kojima. Après le combat, il est confronté par Minoru Suzuki. 3 soirs plus tard à Dynamite, il bat son nouvel adversaire japonais qui disputait son premier match dans la compagnie. Après la rencontre, les deux catcheurs se serrent la main et se saluent mutuellement.
Le 2 novembre, il décide de suivre une cure de désintoxication contre l'alcool et doit s'absenter pendant une durée indéterminée.

#### Retour, Blackpool Combat Club, triple champion du monde et champion International (2022-2024)
Le 19 janvier 2022 à Dynamite, il fait son retour de cure. Le 6 mars à Revolution, il bat Bryan Danielson. Après le combat, les deux catcheurs se bagarrent, mais William Regal intervient pour les séparer, les poussent à faire la paix et ils se serrent la main. 3 soirs plus tard à Dynamite, Bryan Danielson et lui forment officiellement une équipe avec leur manager et ensemble, ils battent The Workhorsemen.
Le 8 avril à Rampage, il bat Wheeler Yuta. Après le combat, son adversaire est recruté dans son nouveau clan : le Blackpool Combat Club. Le 11 mai à Dynamite, il effectue définitivement un Face Turn et provoque une bagarre avec la Jericho Appreciation Society, accompagné de ses partenaires du Club. Le 29 mai à Double or Nothing, Eddie Kingston, Ortiz, Santana, Bryan Danielson et lui perdent face à la Jericho Appreciation Society (Chris Jericho, Jake Hager, Jeff Parker, Matt Lee et Daniel Garcia) dans un Anarchy of the Arena match. Le 26 juin à Forbidden Door, il devient champion du monde par intérim en battant Hiroshi Tanahashi.
Le 24 août à Dynamite, il redevient définitivement champion du monde, pour la seconde fois, en battant CM Punk. Le 4 septembre à All Out, il ne conserve pas sa ceinture, rebattu par son même adversaire dans un match revanche. Le 21 septembre à Dynamite: Grand Slam, il redevient champion du monde, pour la troisième fois, en battant Bryan Danielson en finale du tournoi. Le 19 novembre à Full Gear, il ne conserve pas sa ceinture, battu par MJF à la suite de la trahison de son mentor William Regal qui prête son poing américain à son adversaire.
Le 5 mars 2023 à Revolution, il perd face à "Hangman" Adam Page par soumission dans un Texas Death match. 3 soirs plus tard à Dynamite, Claudio Castagnoli et lui battent Alex Reynolds et John Silver par soumission. Après le combat, Wheeler Yuta, son partenaire et lui effectuent un Heel Turn, attaquent leurs deux adversaires et Evil Uno avant l'arrivée d'"Hangman" Adam Page qui se fait, lui aussi, tabasser,.
Le 28 mai à Double or Nothing, le quartet du clan bat l'Elite dans un Anarchy in the Arena match, aidé par le Heel Turn de Kōnosuke Takeshita qui a attaqué Kenny Omega avec un Shinning Wizard. Le 25 juin à Forbidden Door, le trio du clan (Claudio Castagnoli, Wheeler Yuta et lui), Kōnosuke Takeshita et Shota Umino perdent le match revanche face à l'Elite ("Hangman" Adam Page, les Young Bucks), Eddie Kingston et Tomohiro Ishii dans un 10-Man Tag Team match.
Le 27 août à All In, Ortiz, Santana et son clan (Claudio Cstagnoli, Wheeler Yuta et lui) perdent face aux Best Friends (Chuck Taylor, Trent Beretta et Orange Cassidy), Penta El Zero Miedo et Eddie Kingston dans un Stadium Stampede match. La semaine suivante à All Out, il devient le nouveau champion International en battant Orange Cassidy, remporte le titre pour la première fois de sa carrière et son cinquième titre personnel. Le 20 septembre à Dynamite: Grand Slam, il ne conserve pas sa ceinture, battu par Rey Fénix.
Le 1er octobre lors du pré-show à WrestleDream, il effectue un Face Turn, accompagne Claudio Castagnoli et assiste à sa victoire sur Josh Barnett. Le 18 novembre à Full Gear, il ne remporte pas le titre International, battu par Orange Cassidy dans un match revanche. Le 30 décembre à Worlds End, il ne remporte pas les titres mondial de la ROH, Strong Openweight de la NJPW et Continental, battu par Eddie Kingston en finale du tournoi AEW Continental Classic. Après le combat, il félicite son adversaire.
Le 3 mars 2024 à Revolution, Claudio Castagnoli et lui battent FTR (Cash Wheeler et Dax Harwood).

#### Death Riders et quadruple champion du monde (2024-...)
Le 28 août à Dynamite, il fait son retour après 2 mois d'absence en compagnie de Marina Shafir, adopte une nouvelle gimmick de son personnage, souhaite parler à Darby Allin et annonce à Tony Schiavone que ce n'est plus sa compagnie. 10 soirs plus tard à All Out, après la conservation du titre mondial de Bryan Danielson sur Jack Perry, le catcheur suisse et lui effectuent un Heel Turn, car ils se retournent contre leur désormais ex-partenaire et l'excluent du clan.
Le 12 octobre à WrestleDream, il redevient champion du monde, pour la quatrième fois, en battant The American Dragon. Après le combat, Wheeler Yuta effectue aussi un Heel Turn, porte un Busaiku Knee sur Darby Allin et étouffe son ancien mentor avec un sac en plastique. Le 23 novembre à Full Gear, il conserve son titre en prenant sa revanche sur Orange Cassidy. Le 28 décembre à Worlds End, il conserve son titre en rebattant son même adversaire et en battant Jay White et "Hangman" Adam Page dans un 4-Way match.
Le 9 mars 2025 à Revolution, il conserve son titre en battant Cope et Christian Cage dans un 3-Way match, car son dernier adversaire encaisse sa mallette gagnée lors du Casino Gauntlet match à All In l'année passée.
Le 6 avril à Dynasty, il conserve son titre en battant Swerve Strickland. Le 25 mai à Double or Nothing, les Young Bucks, ses trois équipiers du clan et lui perdent face à Kenny Omega, son dernier adversaire, Willow Nightingale et The Opps (Samoa Joe, Katsuyori Shibata et Powerhouse Hobbs) dans un Anarchy in the Arena match.
Le 12 juillet à All In, il ne conserve pas sa ceinture, rebattu par "Hangman" Adam Page par soumission dans un Texas Death match.

### New Japan Pro Wrestling (2019-...)
Le 5 juin à Best of the Super Juniors XXVI - Tag 15, il devient le nouveau champion poids-lourds des États-Unis de la IWGP en battant Juice Robinson et remporte le titre pour la première fois de sa carrière.
Le 13 octobre, il est contraint d'abandonner le titre, car il ne peut se rendre au Japon à cause du Typhon Hagibis. Il est finalement remplacé par Lance Archer, qui remporte le titre en battant Juice Robinson dans un No Disqualification match[réf. nécessaire]. Le 9 décembre, il fait son retour et défie son remplaçant dans un Texas Death match pour le titre poids-lourds des États-Unis de la IWGP.
Le 4 janvier 2020 à Wrestle Kingdom 14 - Tag 1, il redevient champion poids-lourds des États-Unis de la IWGP, pour la seconde fois, en battant Lance Archer dans un Texas Death Match[réf. nécessaire].
Le 14 juillet à Fyter Fest - Night 1, il conserve son titre en battant Karl Anderson. La semaine suivante à Fyter Fest - Night 2, il ne conserve pas sa ceinture, battu par Lance Archer dans un Texas Death match.
Le 16 avril 2022 à NJPW Windy City Riot, il bat Will Ospreay. Le 14 mai à NJPW Capital Collision, il ne remporte pas le titre poids-lourds des États-Unis de la IWGP, battu par Juice Robinson dans un Fatal 4-Way Match, qui inclut également Hiroshi Tanahashi et Will Ospreay.
Le 30 juillet à NJPW Music City Mayhem, il bat El Desperado par décision de l'arbitre dans un No Disqualification match.
Le 27 octobre à NJPW The Night Before Rumble On 44th Street: A Halloween Special, Amazing Red, CHAOS (Kazuchika Okada et YOH), Eddie Kingston, Homicide et lui battent Bullet Club (El Phantasmo, Jay White et Juice Robinson) et l'équipe Filthy (Jorel Nelson, Royce Isaacs et Tom Lawlor) dans un 12-Man Elimination Tag Team match.
Le 21 mai 2023 à Resurgence, Blackpool Combat Club (Wheeler Yuta et lui) et Shota Umino battent CHAOS (Kazuchika Okada, Rocky Romero et Tomohiro Ishii) dans un 6-Man Tag Team match.
Le 4 juillet à NJPW STRONG Independence Day 2023 - Tag 1, Homicide et lui perdent face à Jun Kasai et El Desperado dans un Dommsday No Disqualification match. Le lendemain à NJPW STRONG Independence Day 2023 - Tag 2, il rebat El Desperado dans un Final Death match.
Le 10 novembre à NJPW STRONG Lonestar Shootout 2023, Wheeler Yuta et lui battent Bullet Club (David Finlay et Kenta).
Le 4 janvier 2024 à Wrestle Kingdom 18, il ne devient pas le premier champion Global de la IWGP, battu par David Finlay dans un 3-Way match qui inclut également Will Ospreay. Neuf soirs plus tard à Battle in the Valley, il bat Shingo Takagi dans un No Disqualification match.
Le 6 avril à Sakura Genesis, Shota Umino et lui battent House of Torture (Ren Narita et Jack Perry). Six soirs plus tard à Windy City Riot, il devient le nouveau champion du monde poids-lourds IWGP en battant Tetsuya Naitō et remporte le titre pour la première fois de sa carrière. Le 11 mai à Resurgence, il conserve son titre en battant son jeune protégé. Le 9 juin à Dominion 6.9 in Osaka-jō Hall, il conserve son titre en battant Evil dans un Lumberjack Death match. Le 30 juin à Forbidden Door, il ne conserve pas sa ceinture, battu par Tetsuya Naitō dans un match revanche.

## Palmarès
- All Elite Wrestling

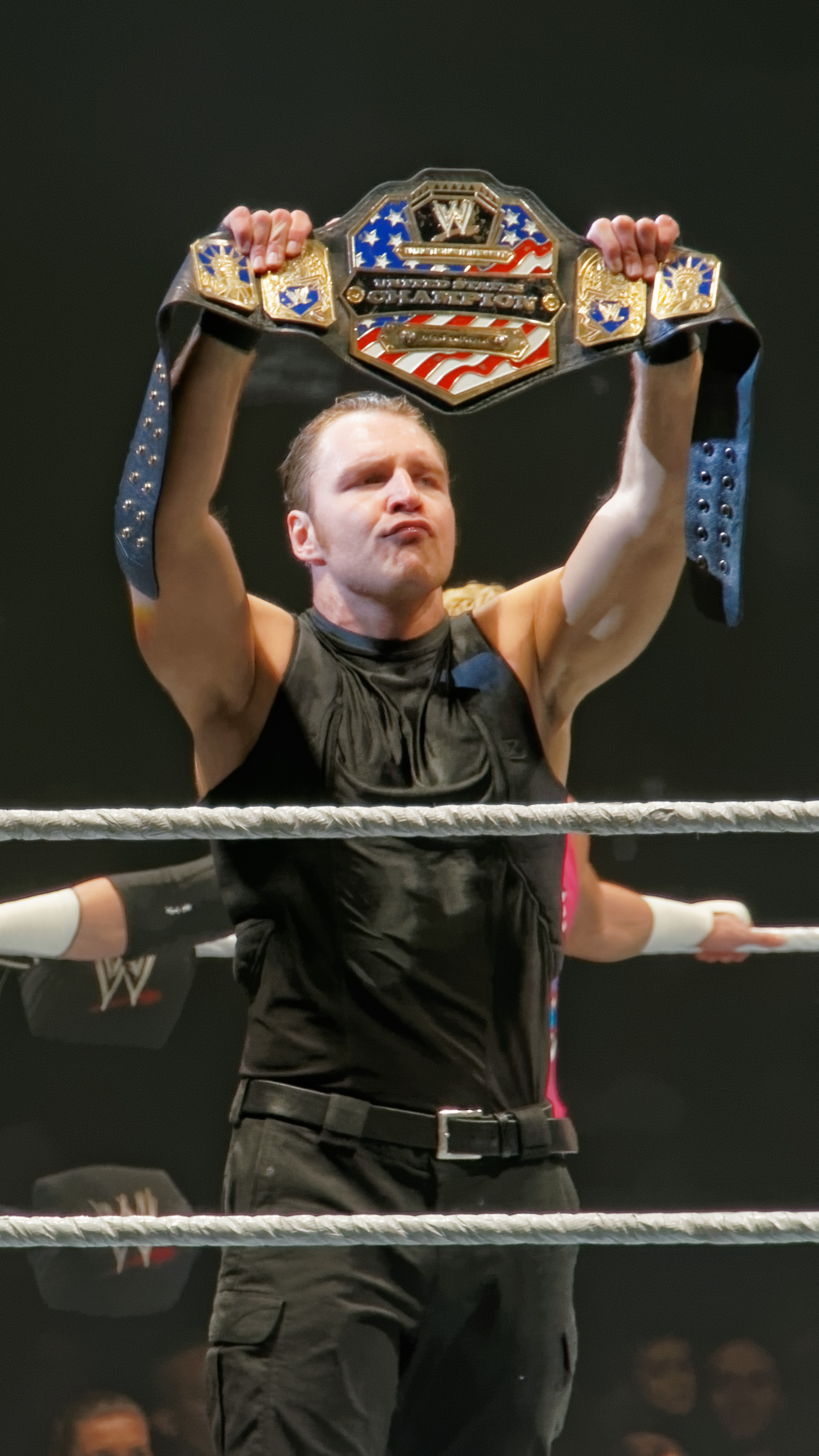
Dean Ambrose en tant que Champion des États-Unis de la WWE en novembre 2013.

  - 4 fois champion du monde (plus grand nombre de règnes)
  - 1 fois Champion International (règne le plus court)
- Game Changer Wrestling
  - 1 fois Champion du Monde de la GCW
- Combat Zone Wrestling
  - 2 fois CZW World Heavyweight Champion
- Full Impact Pro
  - 1 fois FIP World Heavyweight Champion
- International Wrestling Association
  - 1 fois IWA World Tag Team Champion avec Hade Vansen
- Heartland Wrestling Association
  - 3 fois HWA Heavyweight Champion
  - 5 fois HWA Tag Team Champion avec Jimmy Turner 2, Cody Hawk 1 et King Vu 2[4]
  - Attack of the Trios (2009) avec Dean Jablonski et Dick Rick
- Insanity Pro Wrestling
  - 2 fois IPW World Heavyweight Champion
  - 1 fois IPW Mid-American Champion
- 'Mad-Pro Wrestling
  - 1 fois MPW Heavyweight Champion
  - 1 fois MPW Tag Team Champion avec Carlton Kaz, Dustin Rayz, Trik Nasty et Vance Desmond
- New Japan Pro Wrestling
  - 1 fois IWGP World Heavyweight Champion
  - 2 fois Champion poids-lourds des États-Unis de la IWGP
- Westside Xtreme Wrestling
  - 1 fois wXw World Tag Team Champion avec Sami Callihan
- World Wrestling Entertainment
  - 1 fois champion de la WWE
  - 1 fois champion des États-Unis de la WWE (plus long règne à la WWE)
  - 3 fois champion intercontinental de la WWE
  - 2 fois Champion par équipe de Raw - avec Seth Rollins
  - Mr. Money in the Bank (2016)
  - Slammy Award (2013) Faction de l'année avec The Shield
  - Slammy Award (2013, 2014) Breakout Star de l'année
  - Slammy Award (2013) Trending Now (Hashtag de l'année)
  - 8ème Grand Slam Champion
  - 27ème Triple Crown Champion

## Récompenses de magazines
- Pro Wrestling Illustrated
  - Catcheur le plus populaire de l'année (2014), (2015)

| Année | 2006 | 2007 | 2008       | 2009 | 2010 | 2011 | 2012 | 2013 | 2014 | 2015 |
| ----- | ---- | ---- | ---------- | ---- | ---- | ---- | ---- | ---- | ---- | ---- |
| Rang  | 447  | 371  | Non classé | 471  | 103  | 102  | 254  | 26   | 18   | 13   |
| Année | 2016 | 2017 | 2018       | 2019 | 2020 | 2021 | 2022 | 2023 | 2024 |      |
| Rang  | 9    | 8    | 106        | 20   | 1    | 6    | 12   | 3    | 8    |      |

- Wrestling Observer Newsletter

| # | Résultat | Adversaire                                                                                            | Évènement                   | Date            | Durée | Lieu                              | Notes |
| - | -------- | --- | --------------------------- | --------------- | ----- | --------------------------------- | --- |
| 1 | Victoire | Tomohiro Ishii                                                                                        | NJPW G1 Climax 2019 - Tag 6 | 19 juillet 2019 | 20:36 | Korakuen Hall, Tokyo              | . |
| 2 | Défaite  | Jericho Appreciation Society (Chris Jericho, Matt Menard, Angelo Parker, Daniel Garcia et Jake Hager) | Double or Nothing           | 29 mai 2022     | 22:45 | T-Mobile Arena, Las Vegas, Nevada | Dans un Anarchy in the Arena match où il fait équipe avec Eddie Kingston, Ortiz et Santana et Bryan Danielson |

## Vie privée
- Le 4 mars 2015, la journaliste sportive, Renee Paquette, confirme être en couple avec lui depuis 2 ans[147]. Le 26 avril 2017, ils se sont mariés[148].
- Le 18 novembre 2020, il annonce officiellement que sa femme est enceinte[149]. Le 15 juin 2021, Renee Paquette et lui sont officiellement parents d'une petite fille, Nora[150].

## Filmographie
- 2015 : Lockdown de Stephen Reynolds et Steve Reynolds : John Shaw
- 2016 : Countdown de John Stockwell : Divers rôles
- 2020 : Cagefighter: Worlds Collide : Randy Stone